# Andrômeda (constelação)
Andrômeda (português brasileiro) ou Andrómeda (português europeu) (And) é uma das 48 constelações relacionadas pelo astrônomo greco-romano do século II Ptolemeu, e permanece como uma das 88 constelações modernas. O genitivo, usado para formar nomes de estrelas, é Andromedae. Localizada a norte do equador celeste, foi nomeada a partir de Andrômeda, filha de Cassiopeia, da mitologia grega, que foi acorrentada a uma rocha para ser devorada pelo monstro marinho Cetus. Andrômeda é mais visível durante as noites de outono do hemisfério norte, juntamente com várias outras constelações nomeadas como personagens do mito de Perseu. Por causa de sua declinação setentrional, Andrômeda é visível somente a norte da latitude 40° sul; para observadores mais a sul, ela fica constantemente abaixo da linha do horizonte. É uma das maiores constelações, com uma área de 722 graus quadrados, equivalente a mais de 1 400 vezes o tamanho da Lua cheia, 55% da área da maior constelação, Hydra, e mais de dez vezes a área da menor constelação, Crux.
Sua estrela mais brilhante, Alpha Andromedae, é uma estrela binária que também já foi contada como parte de Pegasus, enquanto Gamma Andromedae é uma binária colorida e um alvo popular para astrônomos amadores. Apenas um pouco mais tênue do que Alpha, Beta Andromedae é uma gigante vermelha cuja cor é visível a olho nu. O objeto do céu profundo mais óbvio da constelação é a galáxia de Andrômeda (M31, também chamada a Grande Galáxia de Andrômeda), a galáxia espiral mais próxima da Via Láctea e um dos mais brilhantes objetos Messier, sendo visível a olho nu. Diversas galáxias menos brilhantes, incluindo M110 e M32, companheiras de M31, bem como a mais distante NGC 891, situam-se na área de Andrômeda. A nebulosa planetária NGC 7662 é visível ao telescópio como um objeto circular azul.
Na astronomia chinesa, as estrelas que compõem Andrômeda eram membros de quatro constelações diferentes, que tinham significado astrológico e mitológico; uma constelação relacionada com Andrômeda também existe na mitologia hindu. Em Andrômeda está o radiante dos Andromedídeos, uma fraca chuva de meteoros que ocorre em novembro.

## História e mitologia

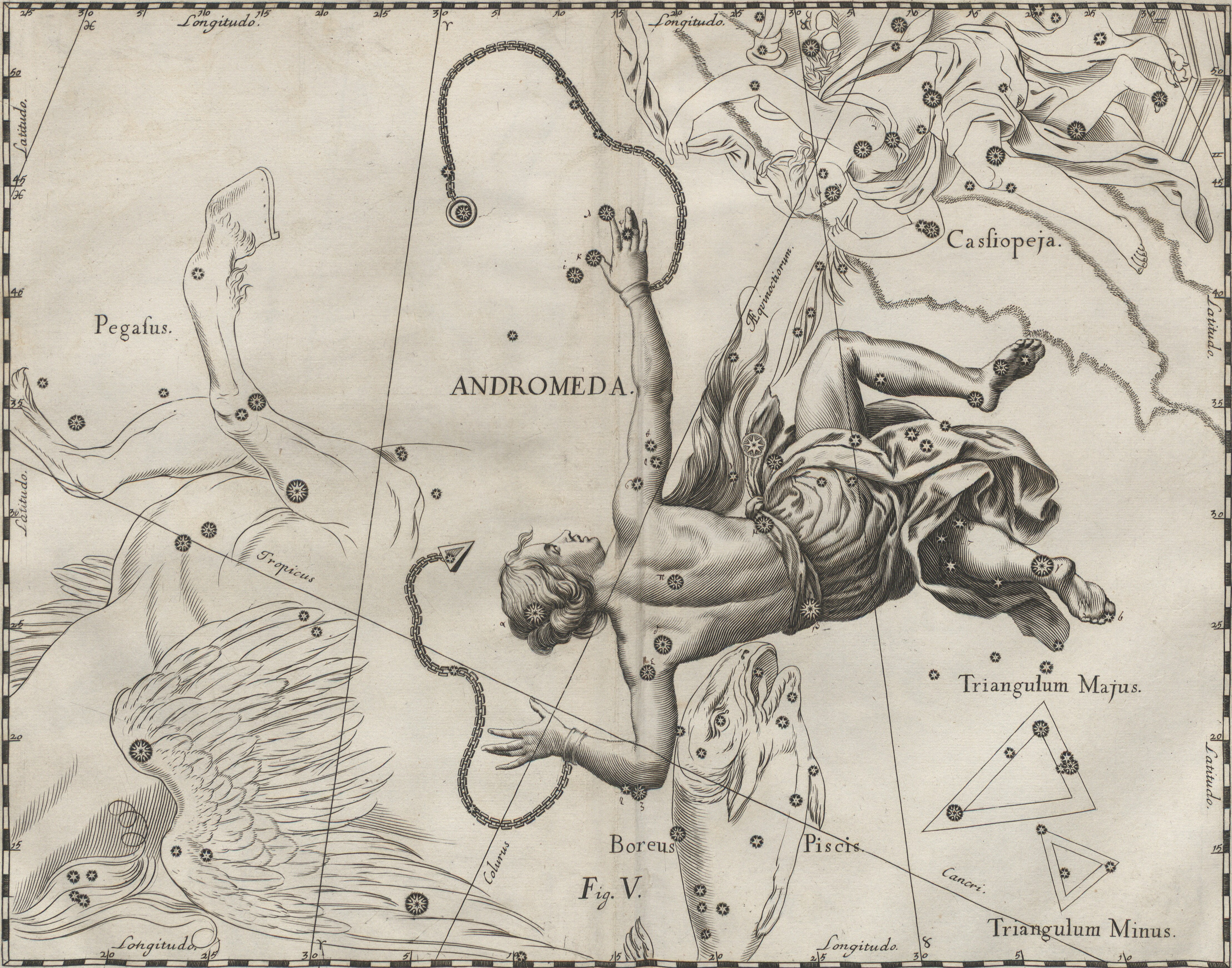
Representação de Andrômeda por Johannes Hevelius, da edição de 1690 de sua Uranografia. Como era convencional nos atlas celestes da época, a constelação é uma imagem espelhada dos mapas modernos, uma vez que ela era desenhada de uma perspectiva de fora da esfera celeste.

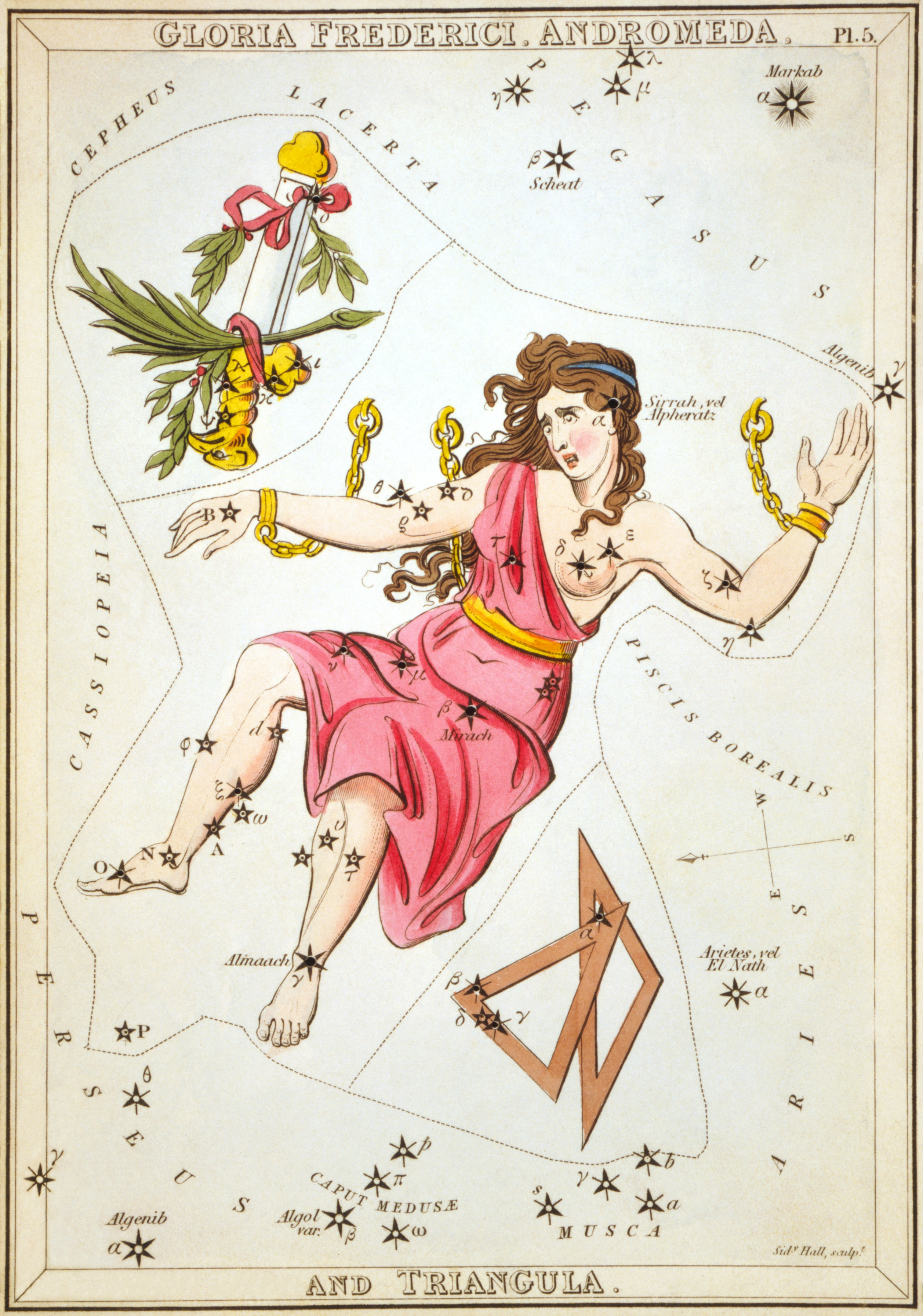
Andrômeda como representada no Urania’s Mirror, um conjunto de cartões de constelações publicado em Londres em 1825, mostrando a constelação como vista por dentro da esfera celeste.

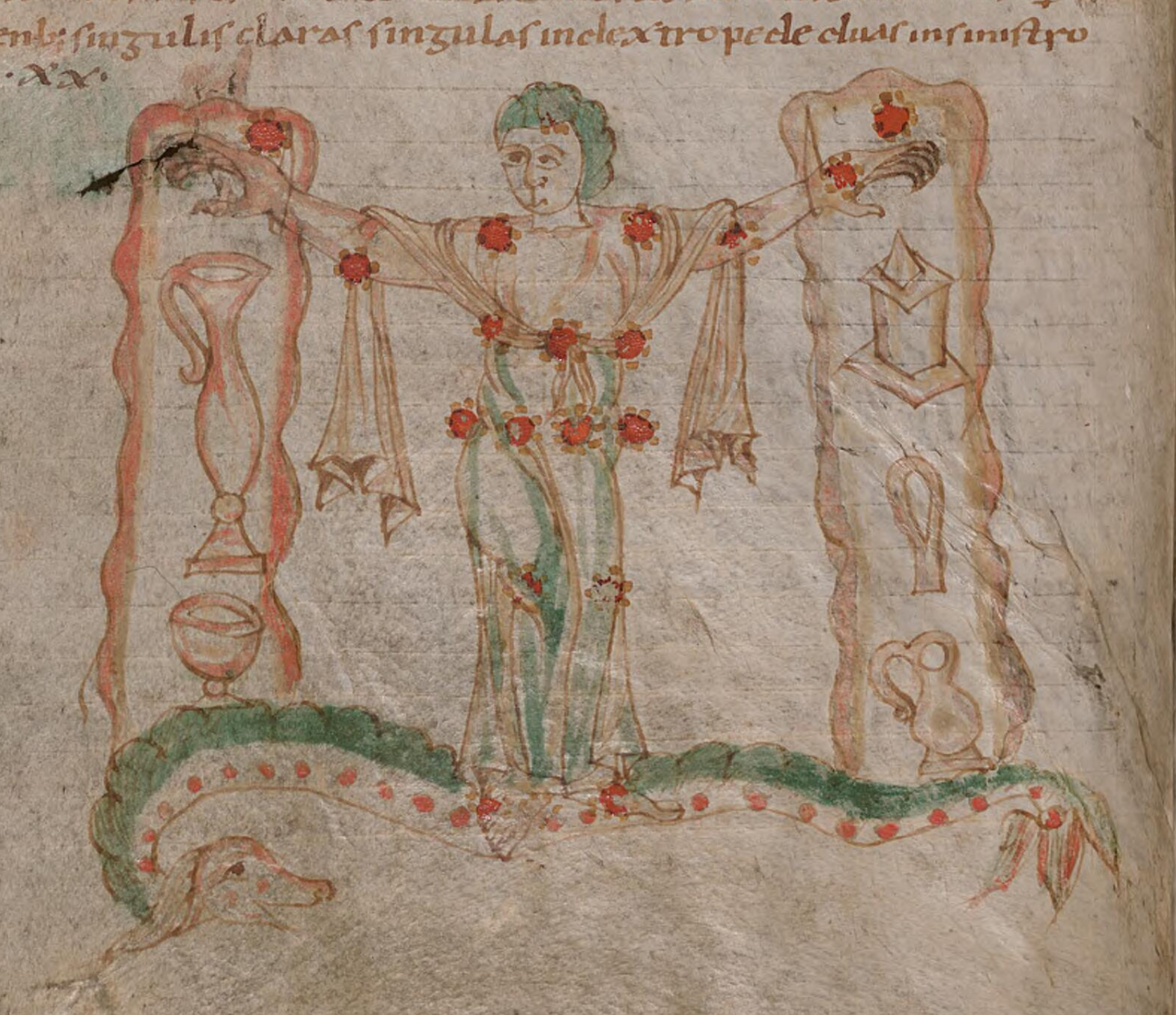
Andrômeda representada em um antigo manuscrito científico, c. 1000.

A uranografia de Andrômeda tem suas raízes mais firmes na tradição grega, embora uma figura feminina na localização de Andrômeda tenha aparecido mais cedo na astronomia babilônica. As estrelas que compõem Pisces e a porção média da moderna Andrômeda formavam uma constelação que representava uma deusa da fertilidade, às vezes chamada de Anunitum ou a Dama dos Céus.
Andrômeda já foi conhecida como Mulier Catenata (“mulher acorrentada”) em latim e al-Mar'at al Musalsalah em árabe. Ela também foi chamada Persea (“esposa de Perseu”) ou Cepheis (“filha de Cefeu”), nomes que se referem ao papel de Andrômeda no mito greco-romano de Perseu, em que Cassiopeia, a rainha da Etiópia, gabava-se de que sua filha era mais bonita do que as Nereidas, ninfas marinhas abençoadas com incrível beleza. Ofendidas com este comentário, as ninfas pediram a Poseidon para punir Cassiopeia por sua insolência, o que ele fez enviando o monstro marinho Cetus para atacar a Etiópia. Em pânico, o pai de Andrômeda, Cefeu, foi informado pelo Oráculo de Amon de que a única maneira de salvar o seu reino seria sacrificando sua filha a Cetus. Ela foi acorrentada a uma rocha no mar, mas foi salva pelo herói Perseu, que, em uma versão da história, usou a cabeça da Medusa para transformar o monstro em pedra; em outra versão, contada pelo poeta Ovídio em sua obra Metamorfoses, Perseu matou o monstro com sua espada de diamante. Perseu e Andrômeda então se casaram; o mito diz que o casal teve nove filhos – sete homens e duas mulheres – e fundou Micenas e sua dinastia Persideae. Depois da morte de Andrômeda, Atena homenageou-a colocando-a no céu como uma constelação. Diversas constelações vizinhas (Perseus, Cassiopeia, Cetus e Cepheus) também representam personagens do mito de Perseu.
Andrômeda era uma das 48 constelações originais estabelecidas por Ptolemeu em sua obra Almagesto do século II, na qual ela era definida como um padrão específico de estrelas. Ela é tipicamente retratada com α Andromedae como sua cabeça, ο e λ Andromedae como as correntes, e δ, π, μ, Β e γ Andromedae representando seu corpo e pernas. Entretanto, não há uma representação universal de Andrômeda e as estrelas utilizadas para indicar seu corpo, cabeça e correntes. Os astrônomos árabes conheciam as constelações de Ptolemeu, mas eles incluíram uma segunda constelação representando um peixe aos pés de Andrômeda. Diversas estrelas em Andrômeda e a maioria das de Lacerta foram combinadas em 1787 pelo astrônomo alemão Johann Elert Bode para formar a constelação Frederici Honores (também chamada Friedrichs Ehre), assim designada para homenagear o rei Frederico II da Prússia, mas rapidamente caiu em desuso. Desde o tempo de Ptolemeu, Andrômeda permanece uma constelação, e é oficialmente reconhecida pela União Astronômica Internacional (UAI), embora, como todas as constelações modernas, ela seja agora definida como uma região específica do céu, que inclui tanto o padrão de Ptolemeu quanto as estrelas circundantes. Em 1922, a UAI definiu sua abreviação de três letras recomendada, “And”. Os limites oficiais de Andrômeda foram definidos em 1930 por Eugène Delporte como um polígono de 36 segmentos. Sua ascensão reta está entre 22h 57,6m e 2h 39,3m, e sua declinação está entre 53,19° e 21,68° no sistema equatorial de coordenadas.

### Na astronomia não ocidental

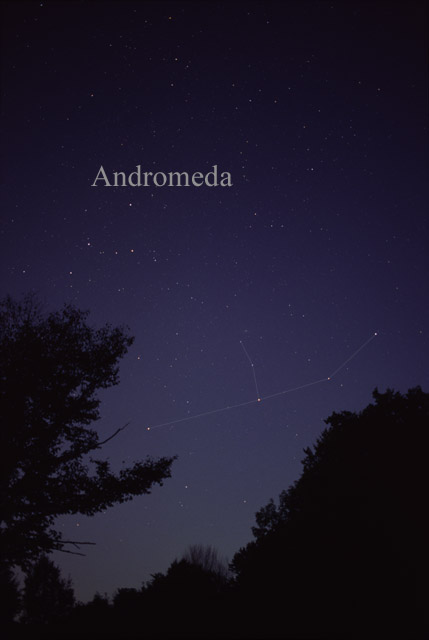
Foto da constelação Andrômeda, como aparece a olho nu. Foram incluídas linhas para maior clareza.

Na astronomia chinesa tradicional, nove estrelas de Andrômeda (incluindo Beta Andromedae, Mu Andromedae e Nu Andromedae), juntamente com sete estrelas de Pisces, formavam uma constelação elíptica chamada “Pernas” (奎宿). Esta constelação representava o pé de uma pessoa caminhando ou um javali selvagem.  Gamma Andromedae e suas vizinhas eram chamadas “Teen Ta Tseang Keun” (天大将军, grande general do céu), representando honra em astrologia e um grande general na mitologia. Alpha Andromedae e Gamma Pegasi faziam juntas "Parede" (壁宿) representando a parede oriental do palácio imperial e/ou a biblioteca pessoal do imperador. Para os chineses, a fileira norte de Andrômeda formava um estábulo para troca de cavalos (tianju, 天厩, estábulo no céu), e a parte a oeste, junto com a maior parte de Lacerta, fazia Tengshe, uma cobra voadora.
Uma constelação árabe chamada “al-Hut” (o peixe) era composta de várias estrelas em Andrômeda, M31, e várias estrelas em Pisces. v And, μ And, β And, η And, ζ And, ε And, δ And, π And e 32 And foram incluídas de Andrômeda; ν Psc, φ Psc, χ Psc e ψ Psc foram incluídas de Pisces.
Lendas hindus cercando Andrômeda são similares aos mitos gregos. Textos antigos em sânscrito apresentam Antármada acorrentada a uma rocha, como no mito grego. Estudiosos acreditam que os mitos astrológicos hindu e grego estavam estreitamente ligados; uma evidência mencionada é a similaridade entre os nomes “Antármada” e “Andrômeda”.
Andrômeda está também associada com a história da criação mesopotâmica de Tiamat, a deusa do Caos. Ela produziu muitos demônios para o seu marido Apsu, mas ao final decidiu destruí-los em uma guerra que terminou quando Marduque a matou. Ele usou o corpo dela para criar as constelações como marcadores do tempo para os humanos.
Nas Ilhas Marshall, Andrômeda, Cassiopeia, Triangulum e Aries estão incorporadas em uma constelação representando um boto. As estrelas brilhantes de Andrômeda estão principalmente no corpo do boto; Cassiopeia representa o seu rabo e Aries a cabeça. No arquipélago de Tuamotu, Alpha Andromedae era chamada Takurua-e-te-tuki-hanga-ruki, significando “Estrela do trabalho cansativo”, e Beta Andromedae era chamada  Piringa-o-Tautu.
Índios brasileiros que habitam a região norte do país conhecem a constelação Anta do Norte, formada por estrelas das constelações ocidentais Cygnus, Cassiopeia, Lacerta, Cepheus e Andrômeda, sendo que desta última participam ψ Andromedae e λ Andromedae.  Para as etnias que habitam regiões mais ao sul, a constelação é pouco conhecida porque se localiza muito próximo à linha do horizonte.

## Objetos notáveis

### Estrelas

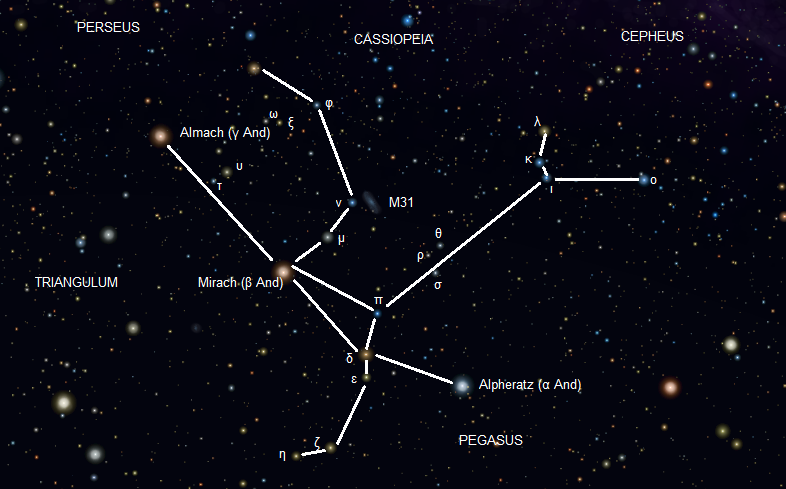
Andrômeda como aparece no céu noturno, com a figura superposta.

- α And (Alpheratz, Sirrah) é a estrela mais brilhante da constelação. É uma estrela binária de classe A0p[4] com uma magnitude aparente visual total de 2,1 e uma luminosidade de 96 vezes a do Sol. Está a 97 anos-luz da Terra.[18] Representa a cabeça de Andrômeda na mitologia ocidental, entretanto os nomes árabes tradicionais da estrela – Alpheratz e Sirrah, da frase surrat-al-faras – às vezes se traduziam como “umbigo do cavalo”.[6][19][20] Os nomes árabes são uma referência ao fato de que α And forma um asterismo conhecido como o “Grande Quadrado de Pégaso” com três estrelas em Pegasus: α, β e γ Peg . Dessa forma, a estrela era inicialmente considerada como pertencente tanto a Andrômeda quanto a Pegasus, e era também designada como “Delta Pegasi”, embora este nome não seja mais formalmente utilizado.[4][6][21]
- β And (Mirach) é uma estrela gigante vermelha do tipo M0[4][22] localizada em um asterismo conhecido como “a cinta”. Está a 198 anos-luz de distância,[22] tem uma magnitude de 2,06[23] e luminosidade de 115 vezes a do Sol.[24] Seu nome vem da frase árabe al-Maraqq, significando “os quadris” ou “a tanga”, uma frase traduzida dos textos de Ptolemeu. Entretanto, β And era considerada pelos árabes como parte de al-Hut, uma constelação representando um peixe maior do que Pisces nos pés de Andrômeda.[9]
- γ And (Almach) é uma estrela gigante luminosa alaranjada do tipo K3,[4] encontrada na ponta sul da constelação, com uma magnitude total de 2,14.[21] Almach é uma estrela múltipla, com uma primária amarela de magnitude 2,3 e uma secundária azul-verde de magnitude 5,0, separadas por 9,7 segundos de arco.[5][6][19] O astrônomo britânico William Herschel disse da estrela: “a notável diferença nas cores das duas estrelas sugere a ideia de um sol e seu planeta, para o que o seu tamanho desigual contribui bastante.”[25] A secundária, descrita por Herschel como “azul-celeste clara, inclinada para verde”,[25] é por sua vez uma estrela dupla, com uma secundária de magnitude 6,3[5] e um período de 61 anos.[21] O sistema está a 358 anos-luz de distância.[26] Almach foi nomeada a partir da frase árabe ‘Anaq al-Ard, que significa o “cabrito da terra”, uma obscura referência a um animal que ajuda um leão a encontrar a caça.[9][20]
- δ And é uma estrela gigante alaranjada do tipo K3[4] de magnitude 3,3.[23] Está a 105 anos-luz da Terra.[27]
- ι And, κ And, λ And, ο And e ψ And formam um asterismo conhecido como “Glória de Frederico”, um nome derivado de uma constelação antiga, Frederici Honores.[10] ι And é uma estrela branco-azulada da sequência principal do tipo B8, a 502 anos-luz da Terra;[28] κ And é uma estrela subgigante branca do tipo B9 IVn, a 168 anos-luz da Terra, que possui um planeta extrassolar ou anã marrom descoberto por imagens diretas, a uma separação de 55 UA da estrela;[29] λ And é uma estrela gigante amarelada do tipo G8, a 86 anos-luz da Terra;[30] ο And é uma estrela gigante branco-azulada do tipo B6, a 679 anos-luz da Terra,[31] e ψ And é uma estrela branco-azulada da sequência principal do tipo B7, a 988 anos-luz da Terra.[32]
- μ And é uma estrela branca da sequência principal do tipo A5 e magnitude 3,9.[23] Está a 130 anos-luz de distância.[33]
- υ And é um sistema binário de magnitude 4,1,[23] que consiste de uma anã tipo F e uma anã tipo M. A estrela primária tem um sistema planetário com quatro planetas confirmados, com 0,96, 14,57, 10,19 e 1,06 vezes a massa de Júpiter.[34] O sistema está a 44 anos-luz da Terra.[35]
- ξ And (Adhil) é uma estrela binária distante 217 anos-luz. A primária é uma estrela gigante alaranjada do tipo K0.[36]
- π And é uma estrela binária branco-azulada de magnitude 4,3,[23] a 598 anos-luz.[37] A primária é uma estrela da sequência principal do tipo B5. Sua companheira tem magnitude 8,9.[23]
- 51 And foi atribuída por Johann Bayer à constelação de Perseus, onde ele a designou “Upsilon Persei (υ Per)”, mas ela foi transferida para Andrômeda pela União Astronômica Internacional.[38] Ela está a 177 anos-luz da Terra e é uma estrela gigante alaranjada do tipo K3.[39]
- 54 And foi uma designação anterior de φ Per.[6][38]
- 56 And é uma estrela dupla óptica. A primária é uma estrela gigante amarelada do tipo K0, com uma magnitude aparente de 5,7,[23] que está distante 316 anos-luz.[40] A secundária é uma estrela gigante alaranjada do tipo K0 e magnitude 5,9, que está a 990 anos-luz da Terra.[23]
- R And é uma estrela variável do tipo Mira com um período de 409 dias. Sua magnitude máxima é 5,8 e a mínima é 14,8,[4] e está a uma distância de 1 250 anos-luz.[41] Há outras seis variáveis Mira em Andrômeda.[21]
- Z And é uma variável simbiótica de tipo M e o protótipo para sua classe de estrelas variáveis (variáveis Z And). Ela varia em magnitude entre um mínimo de 12,4 até um máximo de 8,0.[21] Está a 2 720 anos-luz de distância.[42]
- Ross 248 (HH Andromedae) é a nona estrela mais próxima da Terra, à distância de 10,3 anos-luz.[43] Ela é uma estrela variável BY Draconis avermelhada da sequência principal, do tipo M6.[44]
- 14 And é uma estrela gigante amarelada do tipo G8 que está a 251 anos-luz de distância.[45] Ela tem massa de 2,2 vezes a do Sol e um raio de 11 vezes o do Sol. Tem um planeta, 14 Andromedae b, descoberto em 2008, que orbita sua estrela a uma distância de 0,83 unidade astronômica a cada 186 dias e tem massa de 4,3 massas de Júpiter.[46]

### Objetos de céu profundo

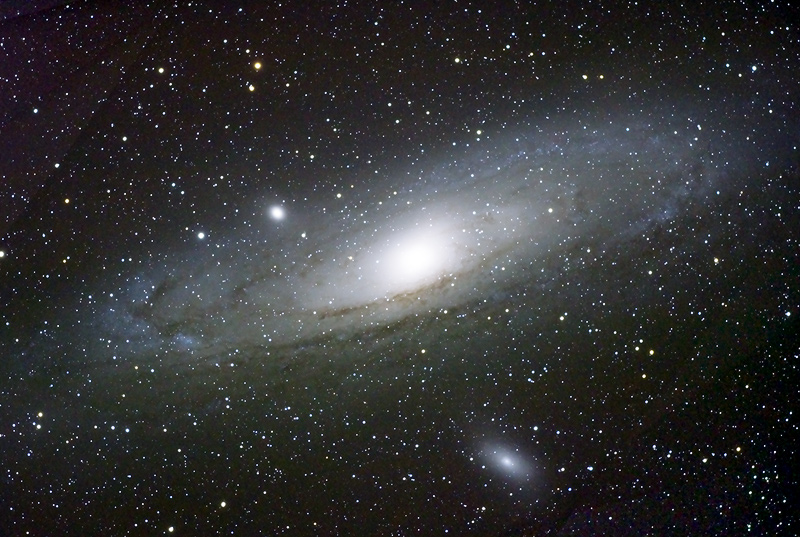
M31, a Grande Galáxia de Andrômeda.

A constelação de Andrômeda localiza-se bem distante do plano galáctico, portanto ela não contém nenhum dos aglomerados abertos ou nebulosas brilhantes da Via Láctea. Mas como está afastada das bandas de poeira escura, gás e estrelas abundantes da nossa galáxia, Andrômeda contém muitas galáxias distantes visíveis. O objeto de céu profundo mais famoso em Andrômeda é a galáxia espiral catalogada como Messier 31 (M31) ou NGC 224, conhecida coloquialmente como Galáxia de Andrômeda. M31 é um dos objetos mais distantes visíveis a olho nu, a 2,2 milhões de anos-luz da Terra (estimativas variam a até 2,5 milhões de anos-luz). Sob um céu escuro e transparente ela é vista como uma mancha nebulosa no norte da constelação. M31 é a maior galáxia vizinha da Via Láctea e o maior membro do Grupo Local de galáxias. Em termos absolutos, M31 tem aproximadamente 200 000 anos-luz de diâmetro, duas vezes o tamanho da Via Láctea. Com tamanho aparente de 192,4 por 62,2 minutos de arco, é uma enorme galáxia espiral barrada, similar em forma à Via Láctea e, com uma magnitude aproximada de 3,5, um dos objetos de céu profundo mais brilhantes do céu do hemisfério norte. Apesar de visível a olho nu, a “pequena nuvem” perto da figura de Andrômeda só foi registrada em 964, quando o astrônomo árabe Azofi escreveu seu Livro das Estrelas Fixas. M31 foi observada pela primeira vez por telescópio por Simon Marius em 1612, logo depois da invenção deste. O futuro das galáxias de Andrômeda e Via Láctea está interligado: é previsto que, em aproximadamente 5 bilhões de anos, as duas iniciem uma colisão, que acionaria uma intensa criação de novas estrelas.

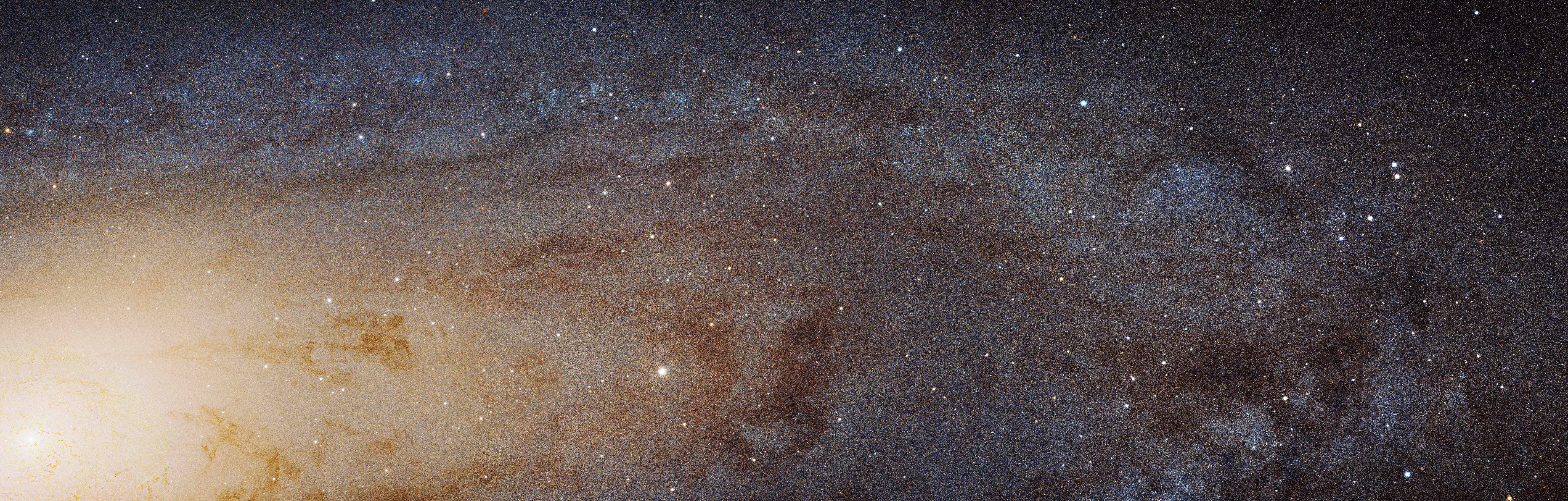
Vista da Galáxia de Andrômeda.

O astrônomo americano Edwin Hubble incluiu M31 (então conhecida como a Nebulosa de Andrômeda) em sua pesquisa pioneira de 1923 sobre galáxias. Utilizando o telescópio Hooker de 100 polegadas no Observatório Monte Wilson na Califórnia, ele observou estrelas variáveis Cefeidas em M31 durante uma pesquisa por novas, permitindo-lhe determinar sua distância utilizando as estrelas como velas padrão. A distância que ele encontrou era muito maior que o tamanho da Via Láctea, o que o levou à conclusão de que muitos objetos similares eram “universos-ilha” por si sós. Hubble originalmente estimou que a Galáxia de Andrômeda estava a 900 000 anos-luz de distância, mas uma estimativa de Ernst Öpik em 1925 colocou a distância como próxima de 1,5 milhão de anos-luz.
A Galáxia de Andrômeda possui duas companheiras principais, M32 e M110 (também conhecidas como NGC 221 e NGC 205, respectivamente), que são duas tênues galáxias elípticas localizadas nas proximidades de M31. M32, com um tamanho menor de 8,7 por 6,4 minutos de arco, comparada com M110, aparece na vista telescópica como uma mancha enevoada superposta sobre a galáxia maior. M110 aparece como um objeto maior e distinto da galáxia principal. M32 foi descoberta em 1749 pelo astrônomo francês Guillaume Le Gentil e depois constatou-se que está mais próxima da Terra do que a Galáxia de Andrômeda. Pode ser vista com binóculos em lugares escuros devido ao seu alto brilho superficial de 10,1 e magnitude total de 9,0. M110 é classificada tanto como uma galáxia anã esferoidal quanto simplesmente como uma galáxia elíptica genérica. É mais tênue do que M31 e M32, mas maior do que M32, com um brilho superficial de 13,2, magnitude de 8,9 e tamanho de 21,9 por 10,9 minutos de arco.
A Galáxia de Andrômeda tem um total de 15 galáxias satélites, incluindo M32 e M110. Nove delas localizam-se em um plano, o que levou os astrônomos a inferir que elas têm uma origem comum. Essas galáxias, como as satélites da Via Láctea, tendem a ser galáxias anãs elípticas e anãs esferoidais antigas e pobres em gás.

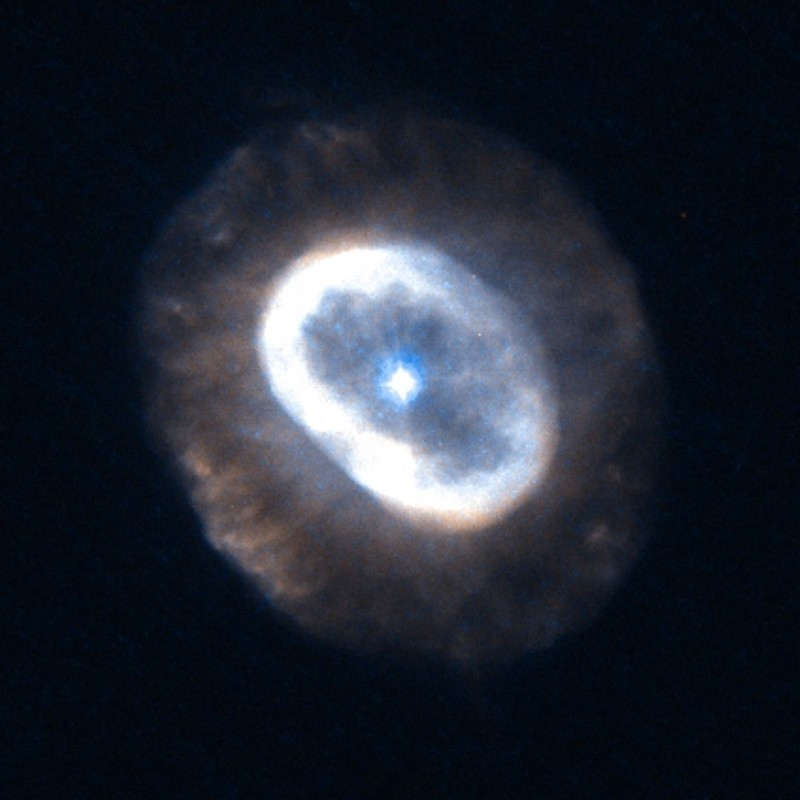
NGC 7662 vista pelo Telescópio Espacial Hubble.

Além da Galáxia de Andrômeda e suas companheiras, a constelação também contém NGC 891 (Caldwell 23), uma galáxia menor logo a leste de Almach. É uma galáxia espiral não barrada vista de perfil, com uma faixa de poeira escura visível no meio. NGC 891 é incrivelmente tênue e pequena a despeito de sua magnitude de 9,9, como o seu brilho superficial de 14,6 indica. Tem tamanho de 13,5 por 2,8 minutos de arco e foi descoberta pela equipe de irmãos William e Caroline Herschel em agosto de 1783. Esta galáxia está a uma distância aproximada de 30 milhões de anos-luz da Terra, calculada a partir de seu desvio para o vermelho de 0,002.
O aglomerado aberto mais notório de Andrômeda é NGC 752 (Caldwell 28), com uma magnitude total de 5,7. Localizado na Via Láctea, é um aglomerado bastante disperso que mede 49 minutos de arco de largura e apresenta aproximadamente doze estrelas brilhantes, embora mais de 60 estrelas com magnitude aproximada de 9 fiquem visíveis em baixas ampliações no telescópio. É considerado um dos aglomerados abertos mais imperceptíveis. O outro aglomerado aberto em Andrômeda é NGC 7686, que tem uma magnitude similar de 5,6 e também é parte da Via Láctea. Ele contém cerca de vinte estrelas em um diâmetro de 15 minutos de arco, fazendo dele um aglomerado mais concentrado do que NGC 752.
Existe uma nebulosa planetária proeminente em Andrômeda: NGC 7662 (Caldwell 22). Situada a aproximadamente três graus a sudoeste de Iota Andromedae, a uma distância de cerca de 4 000 anos-luz da Terra, a "Nebulosa Bola de Neve Azul" é um alvo popular para astrônomos amadores. Ela ganhou seu nome popular porque aparece como um objeto tênue, redondo, azul-verde no telescópio, com uma magnitude total de 9,2. Com maior ampliação, ela é vista como um disco anular ligeiramente elíptico que se torna mais escuro em direção ao centro, com uma estrela central de magnitude 13,2. A nebulosa tem tamanho de 20 por 130 segundos de arco.

### Chuvas de meteoros
A cada mês de novembro, a chuva de meteoros Andromedídeos pode ser vista com radiante em Andrômeda. A chuva tem seu máximo na segunda quinzena de novembro todo ano, mas mesmo no seu pico tem uma taxa baixa de menos de dois meteoros por hora. Os astrônomos costumam associar os Andromedídeos com o cometa de Biela, que foi destruído no século XIX, mas há controvérsias sobre esta conexão. Os meteoros Andromedídeos são conhecidos por serem muito lentos e a chuva em si é considerada difusa, pois os meteoros podem ser vistos chegando de constelações próximas, além de Andrômeda. Os meteoros Andromedídeos podem aparecer como bolas de fogo vermelhas. Os Andromedídeos eram associados com a mais espetacular chuva de meteoros do século XIX; estimou-se que as tempestades de 1872 e 1885 tiveram uma taxa de pico de dois meteoros por segundo (uma taxa horária zenital de 10 000), levando um astrônomo chinês a comparar os meteoros à chuva. Os Andromedídeos tiveram outra aparição significativa em 3-5 de dezembro de 2011, a chuva mais ativa desde 1885, com uma taxa horária zenital máxima de 50 meteoros. O evento de 2011 foi associado a material ejetado do cometa Biela, que passou próximo ao Sol em 1649. Nenhum dos meteoroides observados foi associado ao material da desintegração do cometa de 1846. Os observadores do evento de 2011 previram novas aparições em 2018, 2023 e 2036.